# 完全関係
完全関係（英: Total relation）とは、数学における二項関係の一種。集合 X における二項関係 R が「完全」であるとは、X に属する全ての a および b について、aRb かbRa が成り立つ（あるいは両方成り立つ）ことをいう。
数学的に記述すると次のようになる。
{\displaystyle \forall a,b\in X,\ aRb\lor bRa.}
これには反射関係が含まれる点に注意されたい。
例えば、「- 以下」という関係は実数の集合において完全関係である。なぜなら、任意の2つの実数を選んだとき、前者が後者以下となるか、後者が前者以下となるかのどちらかが必ず成り立つからである。一方、「- 未満」は完全関係ではない。同じ数を選んだとき、両者には「- 未満」という関係は（どちらの順序でも）成り立たないためである。順序関係については、詳しくは順序集合を参照されたい。「（A は B の）真部分集合である」という関係も完全関係ではない。
完全関係について、「比較可能性; comparability」があるということもある。
推移関係が完全関係でもあるとき、全擬順序（total preorder）と呼ぶ。半順序が完全関係でもあるとき、全順序と呼ぶ。